# Detroiters
Detroiters (od 2017) – amerykański serial komediowy stworzony przez Sama Richardsona, Tima Robinsona, Zacha Kanina i Joego Kelly'ego. Wyprodukowany przez wytwórnię Broadway Video i Central Productions.
Premiera serialu odbyła się w Stanach Zjednoczonych 7 lutego 2017 na antenie amerykańskiego Comedy Central. W Polsce serial do tej pory nie był emitowany.
W marcu 2017 roku, stacja Comedy Central ogłosiła, że serial otrzymał zamówienie na drugi sezon, a jego premiera przewidywana jest na 2018 rok.

## Opis fabuły
Serial opisuje perypetie dwóch najlepszych przyjaciół – Sama Duveta i Tima Cramblina, którzy mieszkają w Detroit w stanie Michigan i próbują swoich sił w firmie reklamowej, należącej do ojca Tima, kręcąc niskobudżetowe reklamy.

## Obsada
- Sam Richardson jako Sam Duvet
- Tim Robinson jako Tim Cramblin
- Pat Vern Harris jako Sheila Portnadi
- Lailani Ledesma jako Lea
- Mort Crim jako on sam
- Shawntay Dalon jako Chrissy
- Andre Belue jako Tommy Pencils
- Jason Sudeikis jako Carter Grant
- Christopher Powell jako Ned

## Odcinki
| Sezon | Sezon | Odcinki | Oryginalna emisja | Oryginalna emisja | Oryginalna emisja | Oryginalna emisja | Oryginalna emisja |
| Sezon | Sezon | Odcinki | Premiera sezonu   | Finał sezonu      | Premiera sezonu   | Finał sezonu      |                   |
| ----- | ----- | ------- | ----------------- | ----------------- | ----------------- | ----------------- | ----------------- |
|       | 1     | 10      | 7 lutego 2017     | 11 kwietnia 2017  | brak danych       | brak danych       |                   |

### Sezon 1 (2017)
| Nr | #  | Tytuł                         | Reżyseria          | Scenariusz                                           | Premiera Comedy Central | Premiera |
| -- | -- | ----------------------------- | ------------------ | ---------------------------------------------------- | ----------------------- | -------- |
| 1  | 1  | Pilot                         | John Solomon       | Zach Kanin, Joe Kelly, Sam Richardson i Tim Robinson | 7 lutego 2017           |          |
| 2  | 2  | Hog Riders                    | Nicholas Jasenovec | Christopher Powell i Chip Hall                       | 14 lutego 2017          |          |
| 3  | 3  | Sam the Man                   | Osmany Rodriguez   | Sam Richardson                                       | 21 lutego 2017          |          |
| 4  | 4  | Devereux Wigs                 | Bill Benz          | Zach Kanin                                           | 28 lutego 2017          |          |
| 5  | 5  | Happy Birthday Mr. Duvet      | Becky Martin       | Amber Ruffin                                         | 7 marca 2017            |          |
| 6  | 6  | 3rd Floor                     | Bill Benz          | Zach Kanin                                           | 14 marca 2017           |          |
| 7  | 7  | Smilin' Jack                  | Nicholas Jasenovec | Tim Robinson                                         | 21 marca 2017           |          |
| 8  | 8  | Dream Cruise                  | Becky Martin       | Michael Che                                          | 28 marca 2017           |          |
| 9  | 9  | Husky Boys                    | Nicholas Jasenovec | Joe Kelly                                            | 4 kwietnia 2017         |          |
| 10 | 10 | Quick Rick Mahorn in Dearborn | Osmany Rodriguez   | Joe Kelly                                            | 11 kwietnia 2017        |          |